# Tim Royes
Tim Royes (* 25. Dezember 1964 in London; † 13. August 2007 in New York City) war ein britischer Regisseur und Filmeditor von Musikvideos.

## Leben und Wirken
Während einer jahrelangen Anstellung als Laufbursche im Londoner Visual-Effects-Unternehmen Rushes Postproduction begann Tim Royes eine Ausbildung zum Filmeditor und kam so in Kontakt mit dem Musikvideo-Regisseur Andy Morahan, mit dem er zunächst eng zusammenarbeitete, darunter auch im Jahr 1992 an dessen Videoclip zum Song November Rain von Guns N’ Roses. Auch für Musikvideos von Samuel Bayer zeichnete Royes als Editor verantwortlich.
1993 wechselte Royes ins Regiefach, zunächst als Co-Regisseur für Russell Young. Mit zwei Musikvideos für die britische Girlgroup Eternal gelang Royes schließlich der Durchbruch als alleiniger Regisseur. Aufgrund seiner Liebe zu High-Style und Modefotografie entwickelte er für seine Videoclips einen unverwechselbar glänzenden und raffiniert gestalteten Regiestil, der die Videos für erfolgreiche britische, irische und amerikanische Pop-/Rock-Acts wie die Sugababes, Texas, Faith No More, Elton John, Westlife oder Melanie C zierte. Sein Video zu Something About the Way You Look Tonight von Elton John begleitete die bis zu dem Zeitpunkt weltweit meistverkaufte Single aller Zeiten (ca. 37 Mio. Exemplare), da sich auf dieser Single auch das als Tribut an die 1997 verstorbene Prinzessin Diana umgeschriebene Candle in the Wind ’97 befand.
Zwei vom Tim Royes’ Musikvideos sorgten für besonders großes und skandalträchtiges Aufsehen: so trat Holly Valance im Video zu Kiss Kiss in einem hautfarbenen Ganzkörperanzug vermeintlich nackt auf und Melanie Cs Musikclip zu I Want Candy zeigte die Sängerin, wie sie in einem hautengen Catsuit eine sexuell anzügliche Tanzeinlage mit halbnackten Bodybuildern vollführte.
2004 feierte Tim Royes seine Rückkehr in den Bereich des Schnitts, als er unter der Regie seines Freundes und Kollegen Samuel Bayer drei Musikvideos für Green Day editierte und 2005 für seine Arbeit an Boulevard of Broken Dreams einen MTV Video Music Award für den besten Schnitt gewinnen konnte.
In seinen letzten Lebensjahren entwickelte Royes für seine Musikvideos für Melanie C, Sugababes und Bananarama einen eher zurückhaltenden, naturalistischeren Stil.

## Tod
Tim Royes starb am 13. August 2007 im Alter von 42 Jahren in New York City, nachdem er beim Überqueren einer Straße im Stadtteil Manhattan von einem Auto erfasst worden war. Die Sugababes widmeten ihr 2007 erschienenes Musikvideo zu About You Now, bei dem Marcus Adams Regie führte, dem Andenken an Royes. Am Ende des Videos erscheint auf einem schwarzen Bildschirm die Meldung „In Memory of Tim Royes – 25.12.1964–13.08.2007 RIP“. Ebenfalls als Hommage an Royes drehte Melanie C im September 2007 ihr Video zum Titelsong ihres Albums This Time unter der Regie von Adrian Moat, der ein Kollege und enger Freund von Royes war.

## Filmografie

### Musikvideos
- 1993: Kim Appleby – Light of the World
- 1994: Melissa Etheridge – All American Girl
- 1994: Eternal – So Good
- 1994: Eternal – Oh Baby I...
- 1995: Adiemus – Adiemus
- 1996: Louise – In Walked Love
- 1997: Faith No More – Ashes to Ashes
- 1997: Elton John – Something About the Way You Look Tonight
- 1998: Matthew Marsden feat. Destiny’s Child – She’s Gone
- 2000: Adam Rickitt – The Best Thing
- 2000: B*Witched – Jump Down
- 2000: Five feat. Queen – We Will Rock You
- 2000: Girl Thing – Girls on Top
- 2001: Alsou – Before You Love Me
- 2001: Louise – Stuck in the Middle with You
- 2001: Honeyz – Talk to the Hand
- 2002: Holly Valance – Kiss Kiss
- 2002: Romeo – Romeo Dunn
- 2002: Will Young & Gareth Gates – The Long and Winding Road
- 2002: Holly Valance – Down Boy
- 2002: Will Young – You and I
- 2003: Richard Ashcroft – Science of Silence
- 2003: Emma Bunton – Free Me
- 2003: Appleton – Don’t Worry
- 2003: Lisa Maffia – In Love
- 2003: Rachel Stevens – Sweet Dreams My L.A. Ex
- 2003: Skin – Faithfulness
- 2003: Westlife – Mandy
- 2004: Beverley Knight – Not Too Late for Love
- 2004: Darren Hayes – Darkness
- 2005: Enya – Amarantine
- 2005: Enya – It’s in the Rain
- 2005: Texas – Getaway
- 2006: Sugababes – Red Dress
- 2006: Lee Ryan – When I Think of You
- 2006: Bananarama – Look on the Floor (Hypnotic Tango)
- 2006: Sugababes – Easy
- 2007: Melanie C – The Moment You Believe
- 2007: Melanie C – I Want Candy
- 2007: Melanie C – Carolyna